# Port Adelaide Football Club
Der Port Adelaide Football Club ist eine Australian-Football-Mannschaft aus Port Adelaide, South Australia, die in der Australian Football League (AFL) spielt. Sein Spitzname ist "The Power" und sein Trikot ist schwarz, weiß und blaugrün. Der Verein wurde im Jahr 1870 als Port Adelaide Magpies gegründet, trat jedoch erst 1997 unter seinem neuen Namen in die AFL ein. 2004 gelang der erste und bisher einzige Gewinn der AFL-Meisterschaft.

## Geschichte
Der Port Adelaide Football Club wurde 1870 ins Leben gerufen und ist damit der älteste noch existierende Australian Football Verein in South Australia. 126 Jahre lang spielte die als Magpies bekannte Mannschaft in der South Australian National Football League (SANFL). Diese regionale Meisterschaft konnte Port Adelaide 36 mal für sich entscheiden. 1997 wurde das Team, welches nun unter dem Spitznamen Power antrat, in die AFL aufgenommen. Nach einigen Jahren im Mittelfeld der Tabelle stieg die Mannschaft im neuen Jahrtausend zu einem Titelaspiranten auf. Im Jahr 2004 zog man erstmals in ein Grand Final ein und schlug den Titelverteidiger, die Brisbane Lions, mit 113:73. Dieser Erfolg konnte seitdem jedoch nicht mehr wiederholt werden.

## Fans
Port Adelaide verfügt über mehr als 50.000 Mitglieder und verschiedene Fangruppen wie die "Outer Army" oder die "Alberton Crowd". Intensive Rivalitäten bestehen zu Lokalrivale Adelaide Crows sowie den Collingwood Magpies.

## Erfolge
- Meisterschaften (1): 2004.
- McClelland Trophy (3): 2002, 2003, 2004.